# John Masters
John Masters, né le 26 octobre 1914 à Calcutta et mort le 7 mai 1983 à Santa Fe, est un officier et romancier britannique. Lieutenant-colonel, il fut décoré du Distinguished Service Order et de l'Ordre de l'Empire britannique.

## Biographie
Fils d’un officier de l’Armée des Indes, il est affecté dans l’Armée indienne à la sortie de Sandhurst, le 30 août 1934 et rejoint le 4th Prince of Wales’s Own Gurkha Rifles [1857-1947].
Lieutenant le 30 novembre 1936, il participe à la guerre anglo-irakienne, à la campagne de Syrie puis à l'invasion anglo-soviétique de l'Iran en 1941.
Début 1942 il suit les cours d’état-major au Staff College de Quetta (Inde) puis est affecté à la 114e Brigade indienne d’infanterie. 
Le général  Walter Lentaigne (1899-1955), lui-même ancien du 4e Gurkha, le prend ensuite dans l’état-major de sa 111e Brigade indienne d’infanterie Chindits.
Quand Lentaigne remplace le général Orde Wingate - décédé dans un accident d’avion le 24 mars 1944 - à la tête des forces Chindits, Masters n’est que capitaine. Promu commandant puis lieutenant-colonel à titre temporaire, il assure le commandement de la 111e Brigade indienne pendant la seconde campagne de Birmanie.
Il est décoré du Distinguished Service Order le 5 octobre 1944, nommé Officier de l'Ordre de l’Empire britannique (OBE) le 17 janvier 1946 et reçoit une citation le 19 septembre 1946.
Après la guerre il sert brièvement en état-major à New-Delhi (Inde) avant d’être instructeur au Staff College de Camberley. Commandant, il prend sa retraite le 1er janvier 1949 avec le grade de lieutenant-colonel honoraire.
Il s'installe aux États-Unis et devient écrivain. La plupart de ses œuvres ont pour thème l'Inde. Deux de ses romans ont été portés a l'écran : La Croisée des destins (en) (Bhowani Junction) (1952) en 1956 par George Cukor (film La Croisée des destins), avec dans le rôle principal Ava Gardner et The Deceivers (en) (1952) adapté dans Les Imposteurs (1988) par Nicholas Meyer avec Pierce Brosnan.
Masters a écrit une autobiographie The Road past Mandalay, Éditions Michael Joseph – 1961 (nouvelle édition - Cassell & C° Military - 2002).

## Romans traduits
- Coursiers de la nuit (Nightrunners of Bengal (en)), 1951 ; réédition sous le titre Les Révoltés du Bengale, 1961
- Qu'un sourire si proche (The Deceivers (en)), 1952
- Le Prix du silence (The Lotus and the Wind (en)), 1953
- Coromandel, 1955
- Un clairon, un tigre (Bugles and a Tiger), 1956
- La Croisée des destins (Bhowani Junction (en)), 1967
- La Vénus de Kompara (The Venus of Konpara (en)), 1961
- Le Dernier Sahib (To the Coral Strand), 1963